# Abdirahman Ahmed Ali Tuur
Abdirahman Ahmed Ali Tuur, né le 4 avril 1931 à Burao et mort le 8 novembre 2003 à Londres (Royaume-Uni), est un homme d'État somalilandais. 

## Biographie

### Enfance et formation
Abdirahman Ahmed Ali est né en 1928 à Burro. Il a fréquenté l’école primaire à Berbera en 1939. Son éducation a été interrompue par l’invasion italienne du Somaliland pendant la Seconde Guerre mondiale.
Cependant, il a pu poursuivre ses études primaires à Hargeisa en 1942 et deux ans plus tard, il a été transféré à Sheikh.
Il a terminé ses études au lycée Hantoob à Khartoum, a excellé en athlétisme et est ensuite retourné au Somaliland après avoir obtenu son diplôme en 1951.

### Carrière
Il a commencé sa carrière en tant que fonctionnaire à Las Anod, mais a été transféré peu de temps après à Hargeisa en 1952.
Après avoir étudié en Angleterre, à l’université du Devon, où il a obtenu un diplôme en administration publique, il retourne en 1956 au Somaliland et a travaillé comme commissaire de district adjoint lors de l’indépendance du Somaliland du Royaume-Uni et a été nommé gouverneur de la région de Togdheer en 1960.
Après une courte période en tant que gouverneur de la région de Togdher, il a été transféré au ministère de l’Intérieur de la République somalienne à Mogadiscio en tant que directeur départemental.
Après la révolution de 1969 organisée par les forces armées de la République somalienne qui a porté au pouvoir le régime de Siyad Barre, il a rejoint le service diplomatique et a été nommé d’abord ambassadeur au Soudan, puis en Éthiopie.
Rappelé à Mogadiscio, il a été affecté diplomatiquement en Allemagne de l’Est et aux Émirats arabes unis.
Il a démissionné du service diplomatique somalien et s’est installé à Londres afin de rejoindre le Mouvement national somalien.
Il a atteint le sommet du Mouvement national somalien (SNM), en est devenu le président et, après la revendication de l’indépendance en 1991, est devenu le premier président du pays. Il a été élu lors de la Grande Conférence de Burao, et dans son premier décret présidentiel, le MoFAIC a été inclus dans le conseil exécutif de 18 ministres et 4 vice-ministres.
Il a été remplacé à la présidence du Somaliland par Mohamed Ibrahim Egal lors d'une conférence nationale à Borama.
Après une brève aventure malavisée avec les seigneurs de guerre de Mogadiscio, Abdirahman Ahmed Ali « Tuur » s’est retiré à Londres.
Il est décédé le 8 novembre 2003 et a eu droit à des funérailles nationales à Hargeisa.

## Vie privée
Il a été marié à Kinsi Ibrahim Osman « Basbas ».